# 凤凰寺
凤凰寺为中华人民共和国东南沿海伊斯兰教四大清真古寺之一（另三处为扬州仙鹤寺、泉州清净寺和广州怀圣寺），位于浙江省杭州市上城区中山中路西侧223号。该寺约始建于唐或宋，原名真教寺，宋末遭毁，元代得西域伊斯兰教大师阿老丁（Ala al-Din）捐资重建。民国十七年（1928）原照壁、寺门、望月楼和长廊等因道路拓宽拆除。1953年大修，至今保存较好。因其建筑群形似凤凰，故清代时又称凤凰寺。
今全寺平面略呈矩形，由门厅（上建望月楼，为2009年重建）、礼拜殿、碑廊和其他附属建筑组成，其中主体建筑礼拜殿建于元世祖至元十八年（1281），面阔三间，内以圆拱门相通，采用砖石结构无梁殿，内壁于上端转角处作菱角牙子叠涩逐层收缩形成穹窿顶，其上绘有精美的彩画，以暗红、棕色等蔓卷纹为主，外观成三个攒尖顶，中间为重檐八角，两侧为单檐六角。明间紧贴后墙中部有读经台，其上倚墙立有明景泰二年（1451）木质红漆凹壁经版“天经一函”，上雕阿拉伯文古兰经。大殿建筑风格不似传统伊斯兰清真寺，带有江南建筑独有的质朴和秀气。寺中还有阿老丁墓碑，墓志铭以阿拉伯文书写。
现凤凰寺依然是杭州穆斯林的聚集中心，寺外有清真饭店。现任教长为冶曼苏。

## 图集

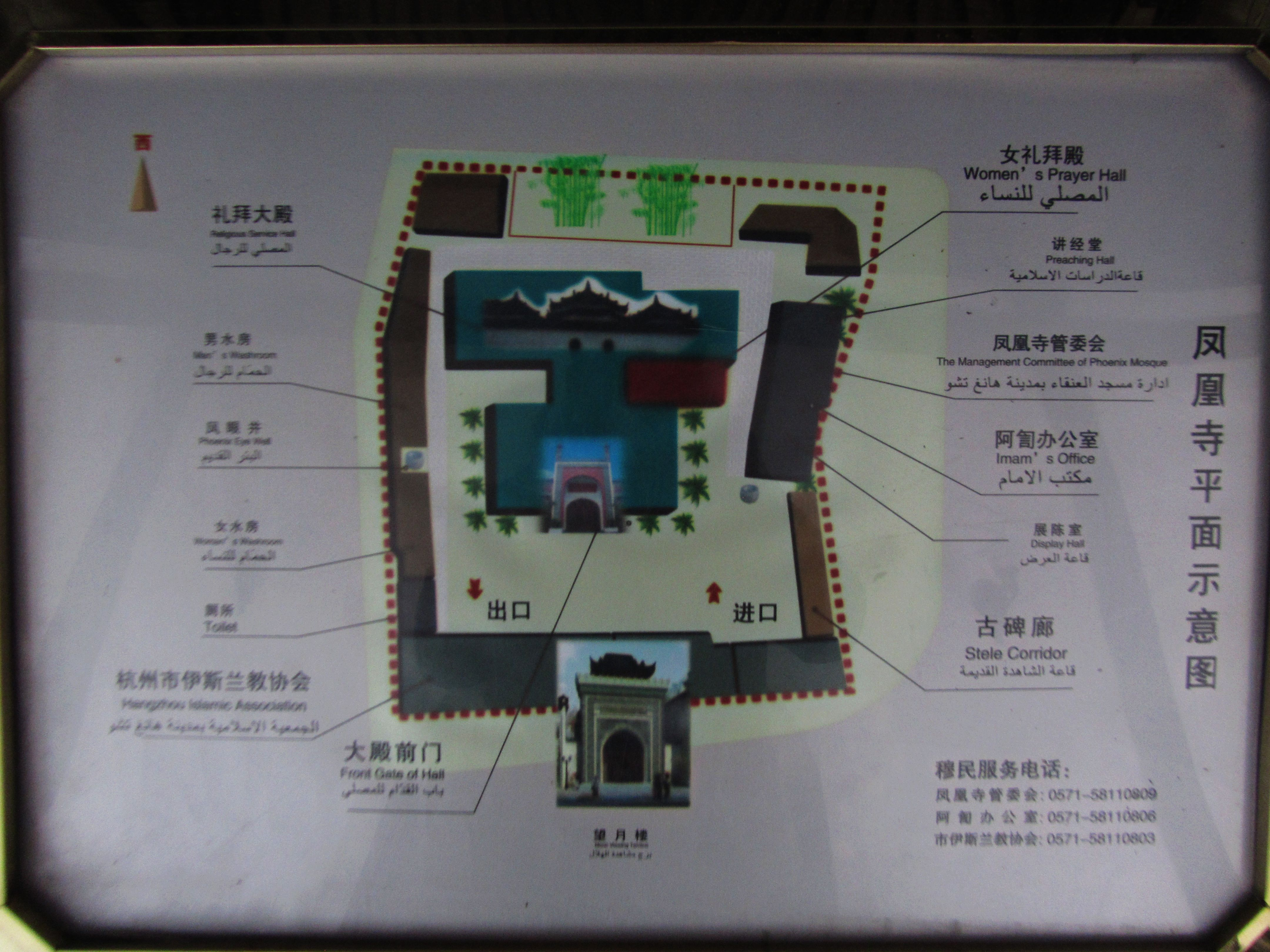
平面
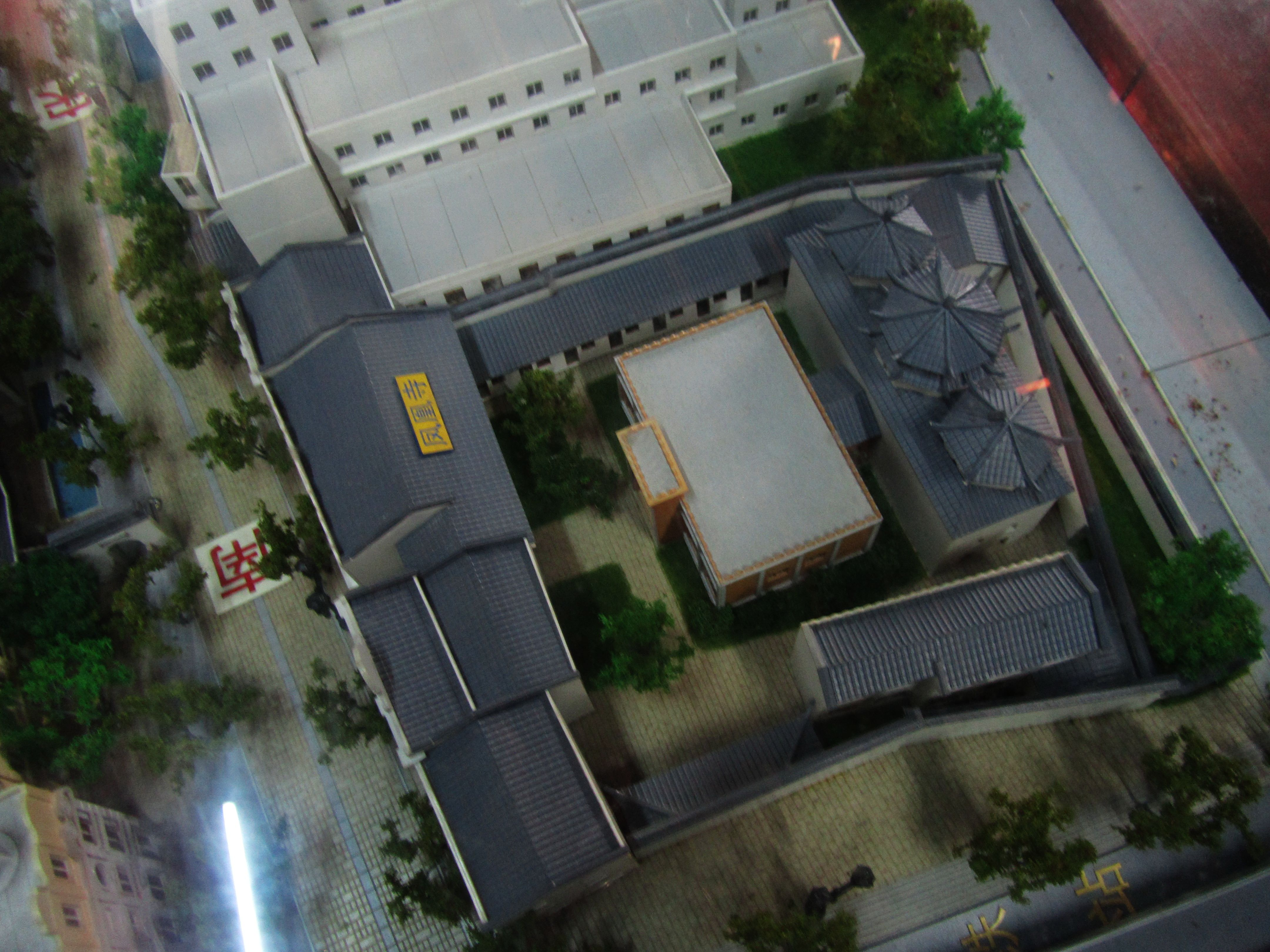
模型俯瞰，自东北侧
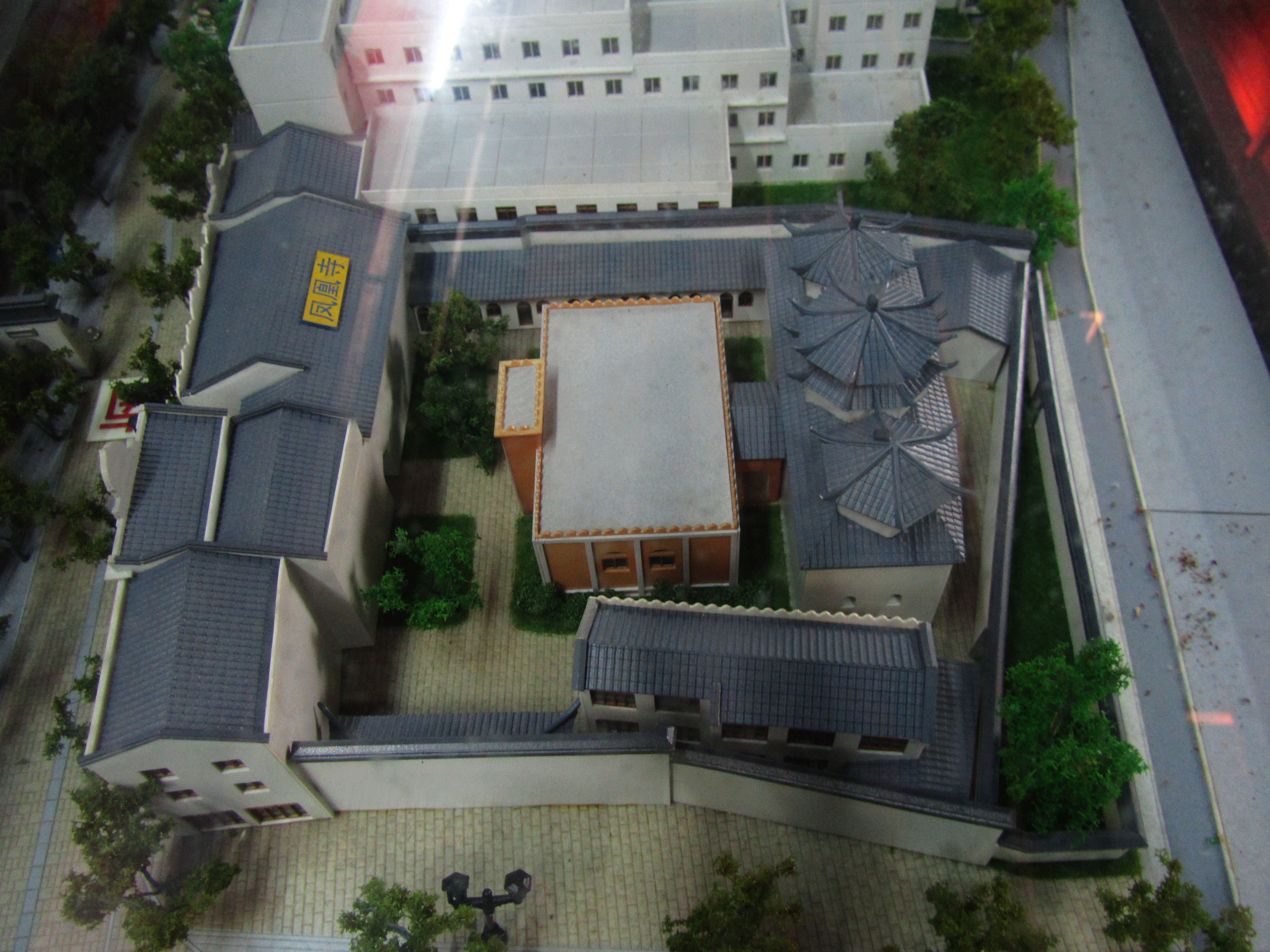
模型俯瞰，自北侧
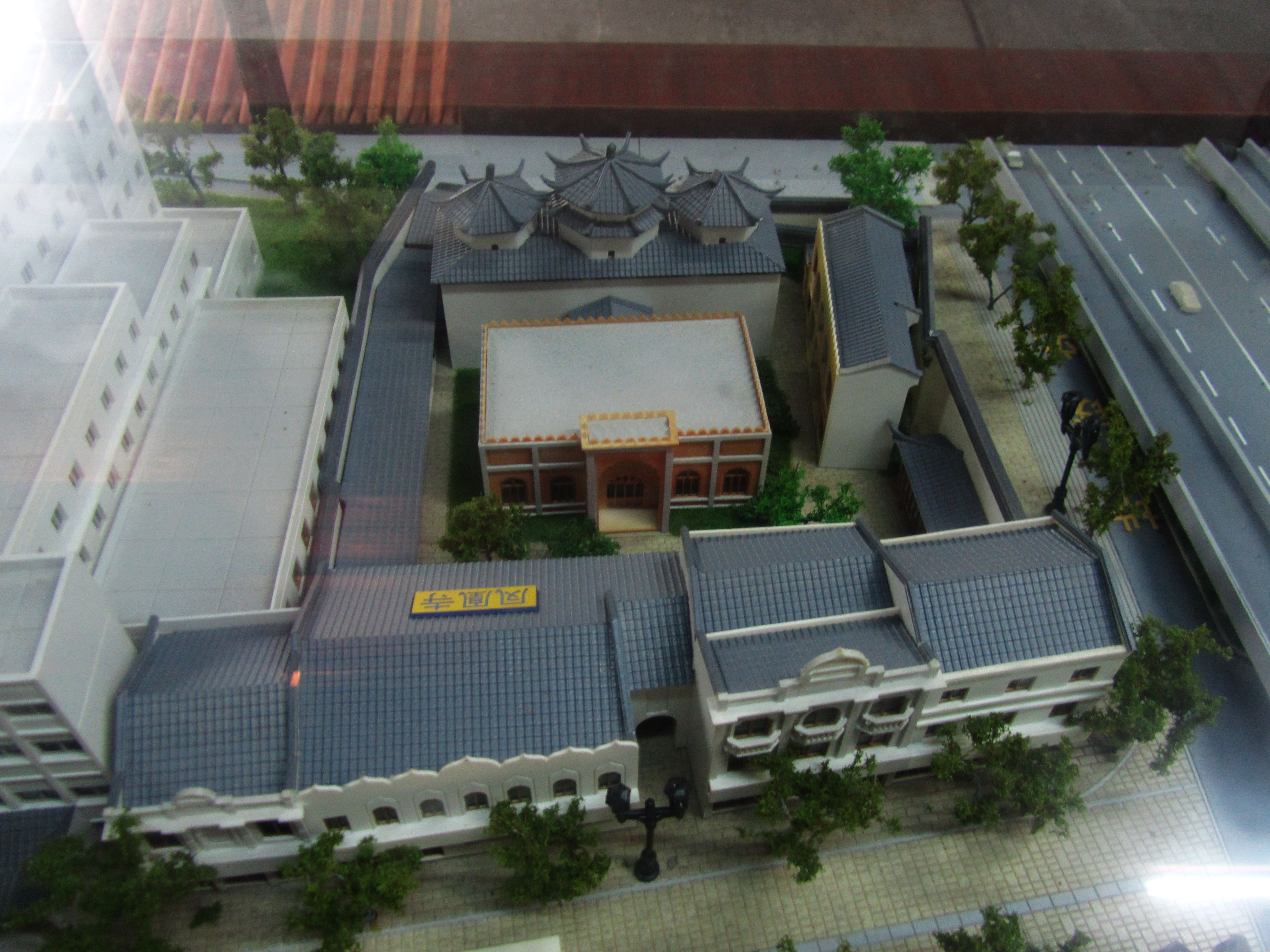
模型俯瞰，自东侧
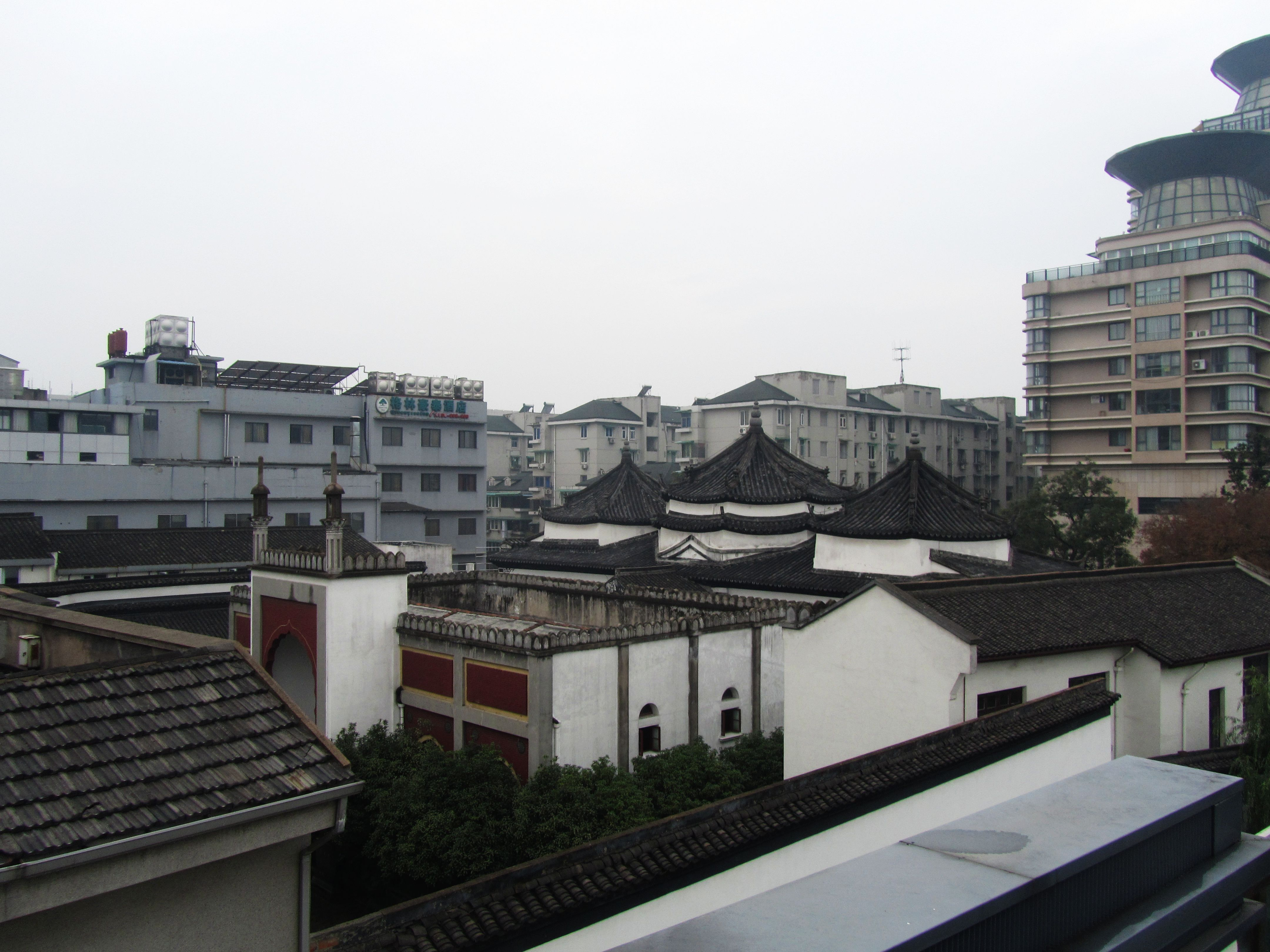
自东北侧天桥俯瞰大殿
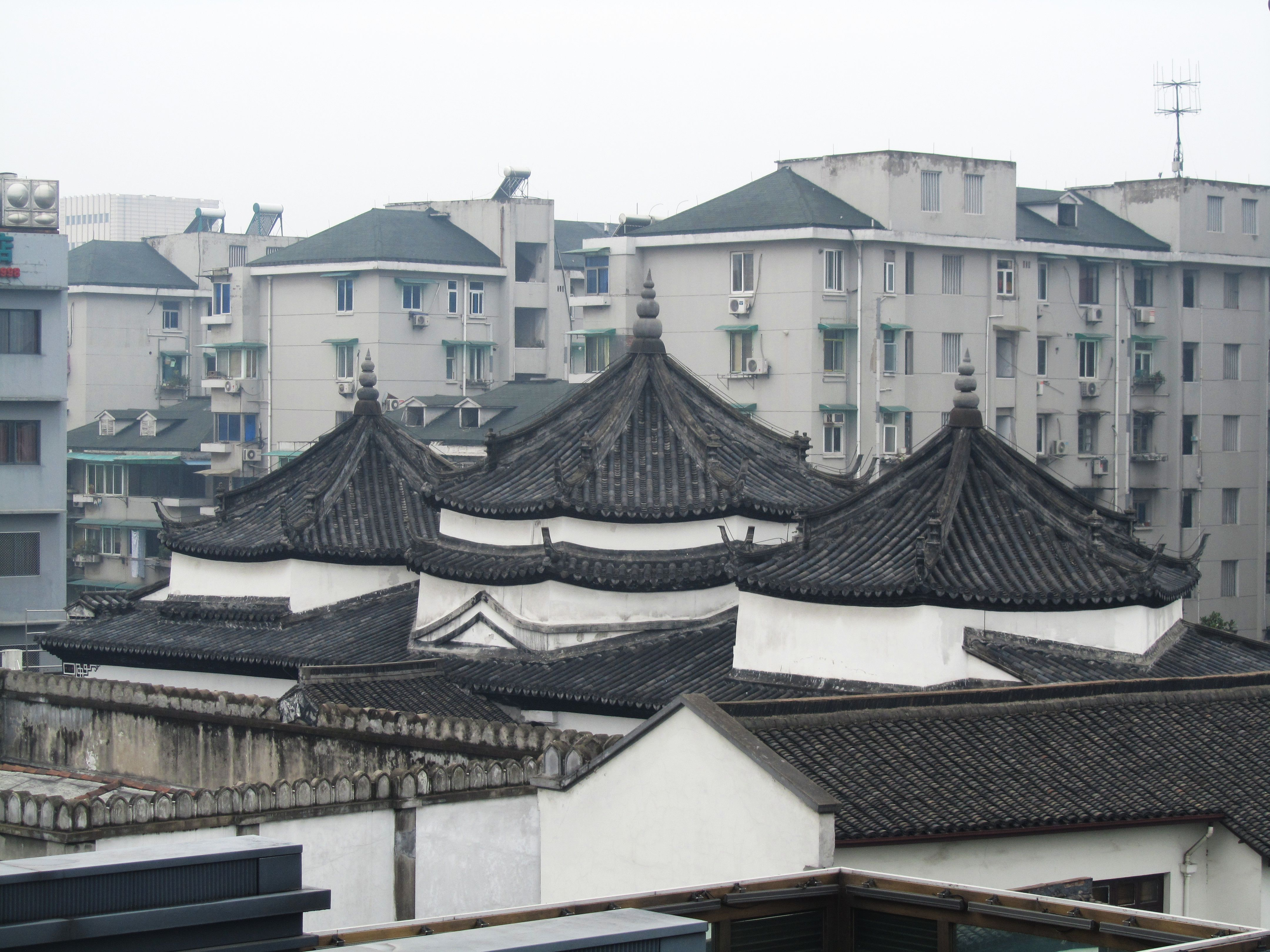
自东北侧天桥俯瞰后窑殿
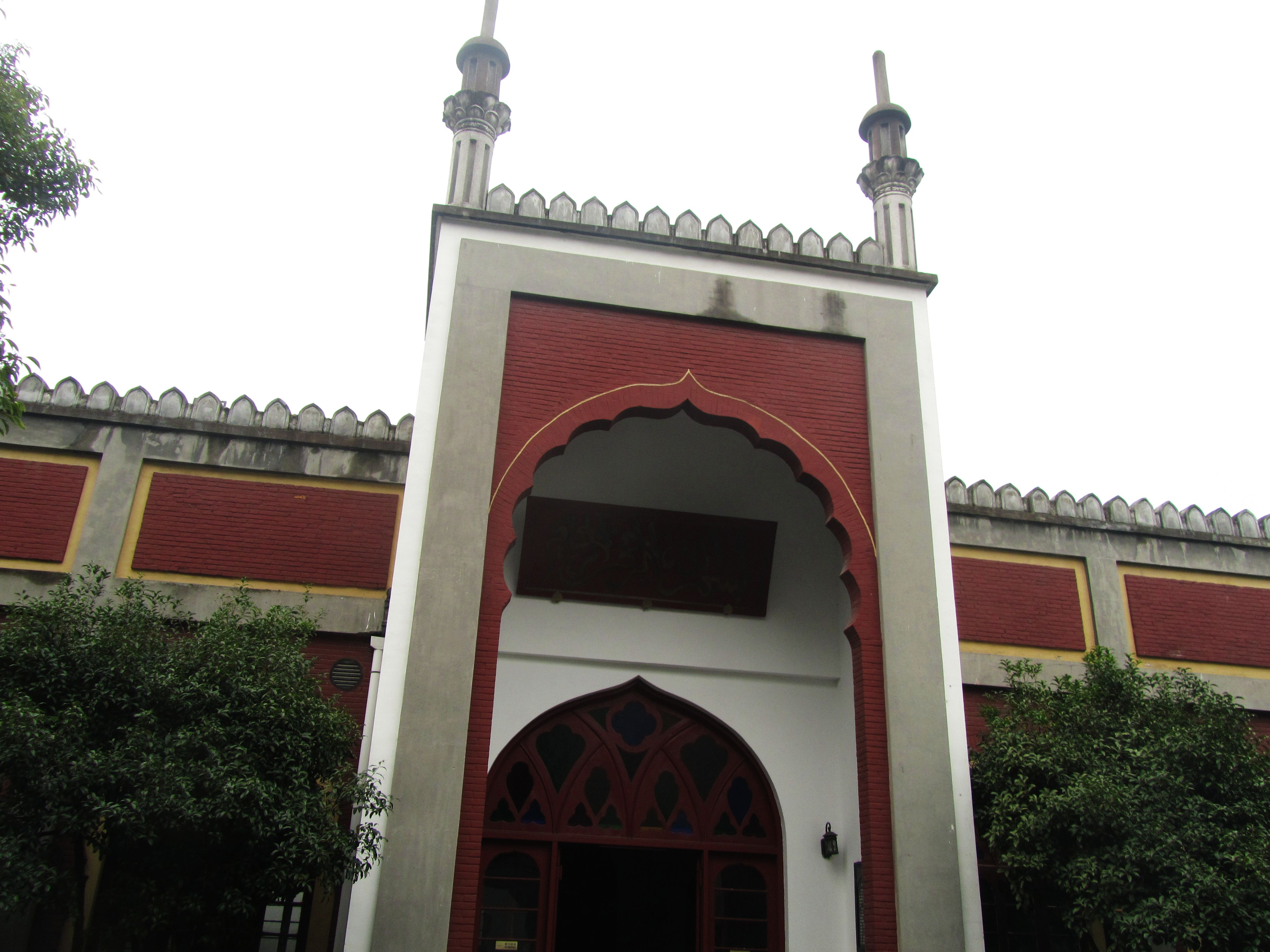
大殿前门
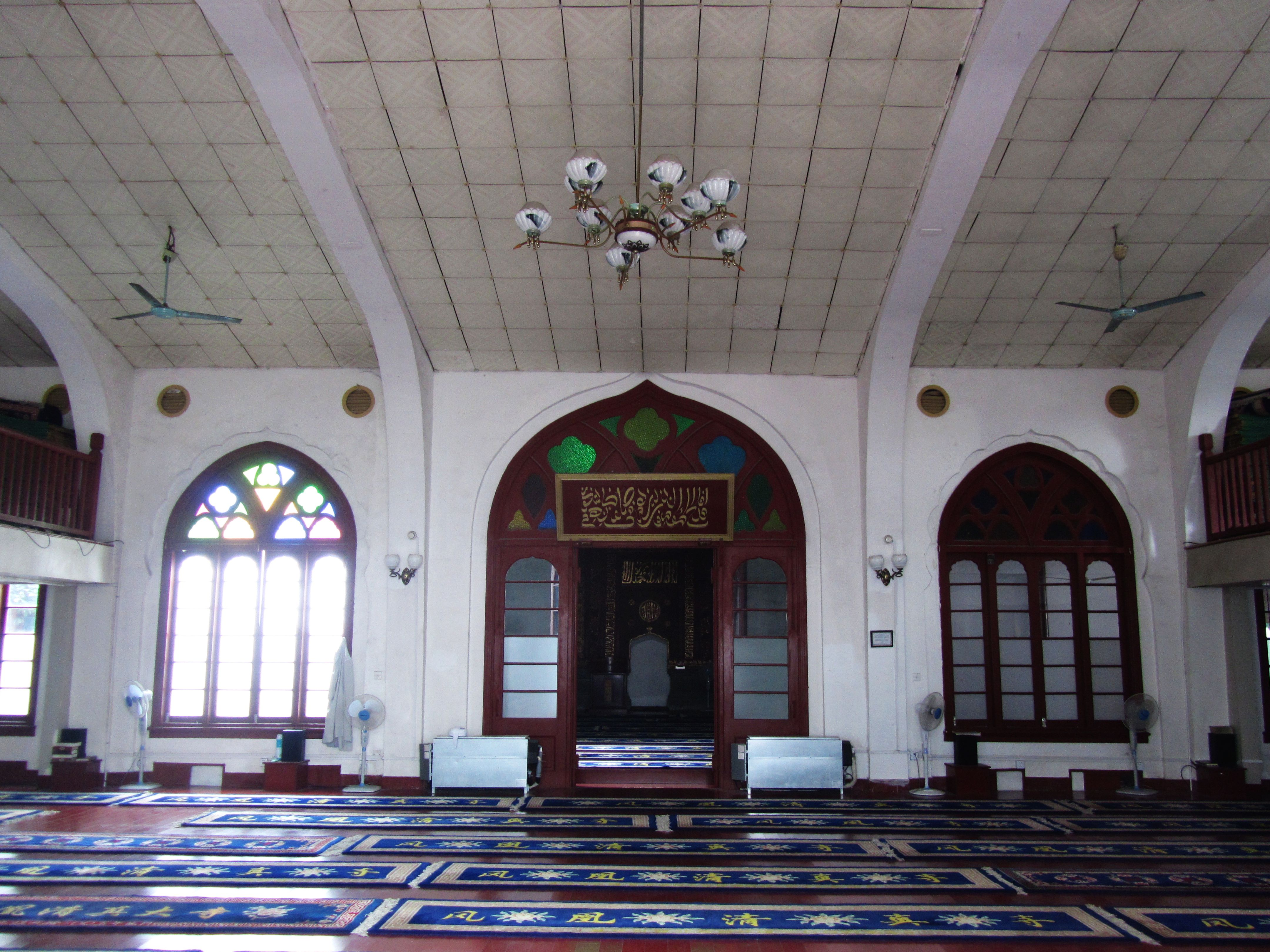
大殿内景